# Aurelio Aureli
Pour les articles homonymes, voir Aureli.
Aurelio Aureli (Venise, vers 1630 – Venise, après 1708) est un librettiste italien.

## Biographie
On connaît peu de choses sur la vie de Aureli. Il a commencé sa carrière dans le domaine de l'opéra en 1652 avec L'Erginda. Jusqu'à 1687, il a travaillé comme librettiste principalement à Venise, à l'exception d'un bref voyage qui l'a conduit à Vienne. À Venise, il a été membre de l'Accademia degli Imperfetti et peut-être aussi de l'Accademia degli Incogniti. De 1688 à 1694, il a été, cependant, au service du duc de Parme, période pendant laquelle il a écrit une douzaine de pièces de théâtre, qui ont ensuite été mises en musique presque toutes par le compositeur de la cour Bernardo Sabadini. Les derniers livrets ont été écrits à Venise et dans d'autres villes de la République.

## Œuvres
Ses œuvres comprennent plus de 50 livrets, dont:
- Le fortune di Rodope e Damira, Pietro Andrea Ziani, Venise (1657);
- Il Perseo, mis en musique par Andrea Mattioli (it), Venise, Teatro ai SS. Giovanni e Paolo, (1665);
- diverse versioni de L'Eliogabalo, mis en musique par Giovanni Antonio Boretti et Francesco Cavalli (1668); et par Pietro Simone Agostini (1670);
- La costanza di Rosmonda, mis en musique par Pietro Simone Agostini (1670);
- Alessandro Magno in Sidone, mis en musique par Marc'Antonio Ziani, Venise, Teatro Grimano ai Santi Giovanni e Paolo, Carnaval 1679; Naples, Palais royal, 6 novembre 1679, puis Vicence, Teatro di Piazza, 1682, puis sous le titre La Virtù Sublimata dal Grande, overo il Macedone continente, Venise, Teatro di Canal Regio, 1683; Padoue, Teatro Obizzi, 26 décembre 1706;
- Talestri innamorata d'Alessandro Magno, Bernardo Sabadini;
- La ninfa bizzarra, Marc'Antonio Ziani, Novo Teatro sulla Brenta, Dolo (1657), (plusieurs fois reprises, Rovigo, en 1706 sous le titre Gli amanti delusi, Venise, en 1708 sous le titre Il cieco geloso mis en musique par Polani, San Giovanni in Persiceto, en 1729 sous le titre Amore e gelosia mis en musique par Buini; puis reprise par Johann Adolf Hasse);
- Rosane imperatrice degli Assirij, Venise, fin du XVIIe siècle.
- Medea, Venise, 1675, musique de Zanettini (ou Gianettini). Cet opéra a inauguré le Hangar du Quai aux Foins à Bruxelles le 24 janvier 1682, précurseur du Théâtre de la Monnaie inauguré en 1700.